# Thalidomid
Thalidomid (obchodní název Contergan) je chemická látka, která má léčivé účinky. Zároveň se jedná o teratogen a karcinogen. V období poloviny 20. století se používal jako sedativum a hypnotikum, v šedesátých letech pak byla odhalena škodlivost léčiva. V Československu se lék neprodával.

## Conterganová aféra

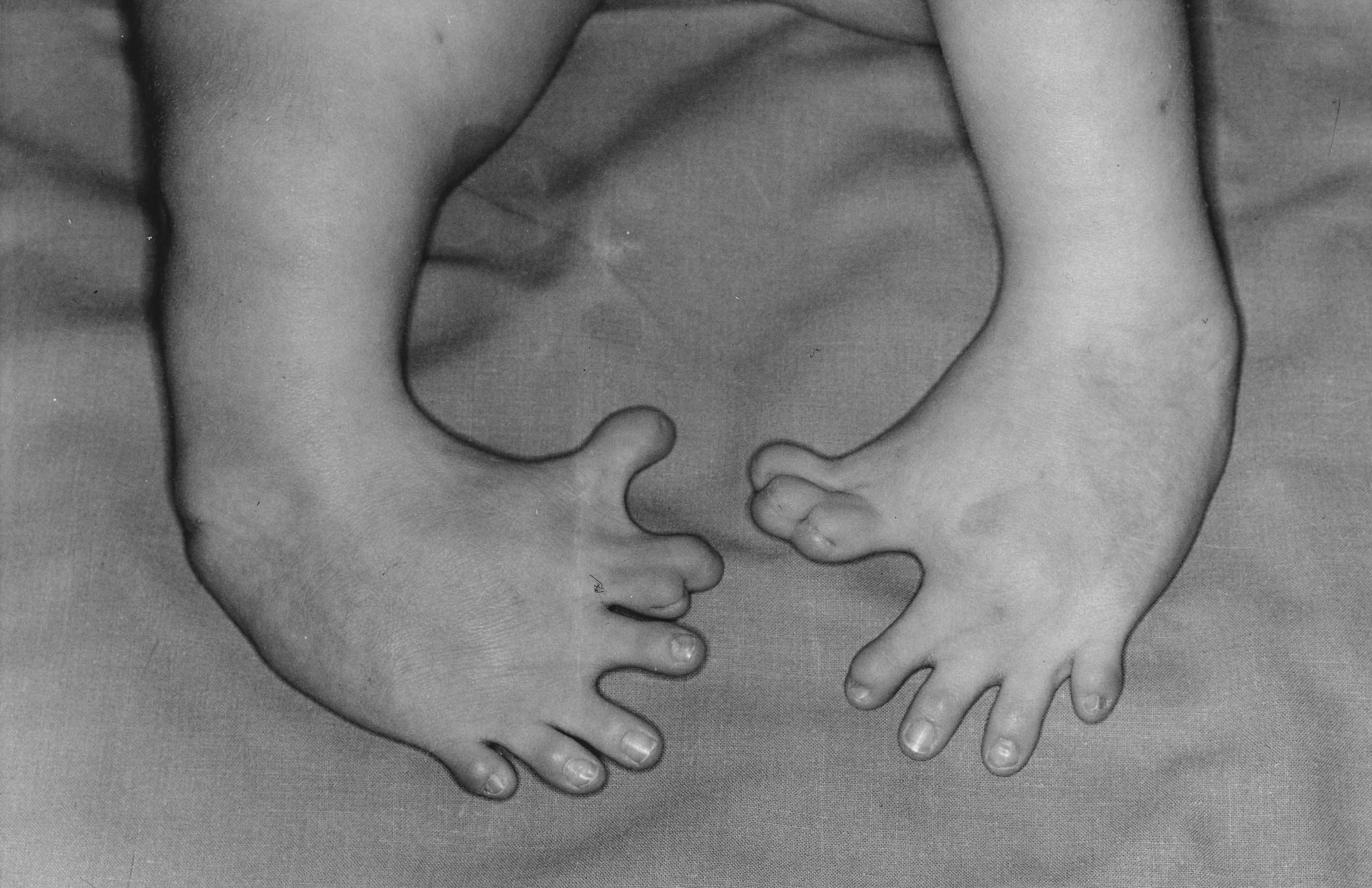

Od 50. do začátku 60. let 20. století byl ve 46 státech používán jako uklidňující (sedativum) a uspávací látka (hypnotikum) pro těhotné ženy. První identifikovanou obětí léku  byla dcera zaměstnance firmy Grünenthal, narozená bez uší již na Štědrý den 1956. Až 18. listopadu 1961 však německý pediatr Widukind Lenz ve svém projevu na zasedání rýnsko-vestfálských dětských lékařů poprvé naznačil možnou souvislost mezi zvýšením počtu novorozenců s vrozenou vývojovou vadou a užíváním tohoto léčiva. V krátkém časovém úseku následovalo několik set porodů dětí s chybějícími končetinami nebo ušima. Celosvětově se takto narodilo asi 17 000 postižených dětí. Šetřením byl za viníka označen lék Contergan, který těhotné ženy užívaly jako dobře účinné sedativum a hypnotikum.
Předchozími testy nebylo zjištěno, že by látka „K17“ v pokusech na zvířatech i v rámci klinických studií na dobrovolnících měla nějaké negativní vedlejší účinky. Studie obsahovala vzorek 300 pacientů ve zkušební sérii v letech 1955 až 1956. Světová zdravotnická organizace registrovala substanci „K17“ v květnu 1950 pod názvem thalidomid. 1. října 1957 pak došlo k zahájení prodeje uspávacího prostředku Contergan firmy Chemie Grünenthal sídlící ve Stolbergu u Cách.

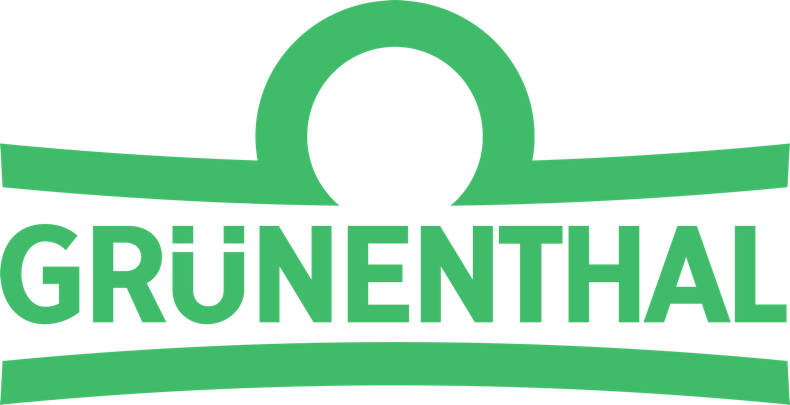

V období října 1957 až listopadu 1961 užívalo medikament asi 5 milionů osob, ve 300 miliónech denních dávek po 100 mg. Jen ve Spolkové republice Německo (Bundesrepublik Deutschland) přijímalo lék pravidelně kolem 70 tisíc osob. V průběhu roku 1960 odmítla dr. Frances Kelseyová registrovat lék v USA. Až na počátku roku 1961 byly přijaty první informace v důsledku dlouhodobého užívání léčiva, a to symptomy dráždivého svědění na končetinách – senzitivní polyneuritidy. Následovalo omezení výdaje léku jen na lékařský předpis. Po listopadovém vystoupení doktora Lenze v roce 1961 došlo v prosinci k podání prvních žalob proti výrobci na státním zastupitelství zemského soudu v Cáchách. V SRN je v důsledku této aféry oficiálně klasifikováno 2 625 dětí s dysmetickým syndromem (tj. bez končetin). Soudní procesy proběhly i v dalších státech, například ve Spojeném království jich bylo zaznamenáno 62. Dne 18. prosince 1970 byl soudní proces ve Spolkové republice Německo zastaven a došlo k mimosoudnímu vyrovnání, ve kterém se výrobce zavázal k finančnímu odškodnění. Celosvětově se však firma Chemie Grünenthal podílí na odškodnění pouze v řádu procent.
Během 70. let 20. století byl lék podáván v Jižní Americe při léčbě lepry. První poškozené dítě se narodilo v Brazílii 1975, poslední prokázané poškození 2010.
Dne 1. září 2012 se obětem tohoto léku výrobce oficiálně omluvil.

## Teratogenní účinky
Thalidomid je původcem primárně znetvoření paží mezi 40. až 44. dnem embryonálního vývoje, dále pak i dolních končetin mezi 43. až 46. dnem. Nejvíce frekventované je v rámci thalidomidové embryopatie (poškození zárodku thalidomidem) toto poškození či nevyvinutí končetin zvané fokomelie (redukce končetin).

## Izomerie
Thalidomid se vyskytuje ve dvou optických izomerech (enantiomerech): R a S. Předpokládalo se, že R působí proti těhotenským nevolnostem, zatímco  za teratogenitu je odpovědný pouze izomer S. Izomery se však v organismu racemizují, takže optická izomerie nemá přímou souvislost s teratogenitou.

## Léčivo
Roku 1998 získal v USA povolení k léčení těchto nemocí: zhoubné nádory, lepra, vředy vyvolané nemocí AIDS, tuberkulóza kůže[zdroj⁠?!]. Některé indikace jsou již zpochybněny (2013 WHO nedoporučila pro léčbu lepry). Přes zákaz podávání těhotným došlo k dalším případům poškození novorozenců.